# Basilio Mamani Quispe
Basilio Mamani Quispe (ur. 14 marca 1975 w Wilacota) – boliwijski duchowny katolicki, biskup pomocniczy La Paz od 2022.

## Życiorys
Święcenia kapłańskie przyjął 8 maja 2008 i został inkardynowany do archidiecezji La Paz. Po kilkuletnim stażu wikariuszowskim objął probostwo w Chulumani, a następnie został proboszczem w Huajchilla.
22 lutego 2022 papież Franciszek mianował go biskupem pomocniczym archidiecezji La Paz oraz biskupem tytularnym Naissus. Sakry udzielił mu 5 maja 2022 arcybiskup Percy Galván.